# Bernardino de Rebolledo

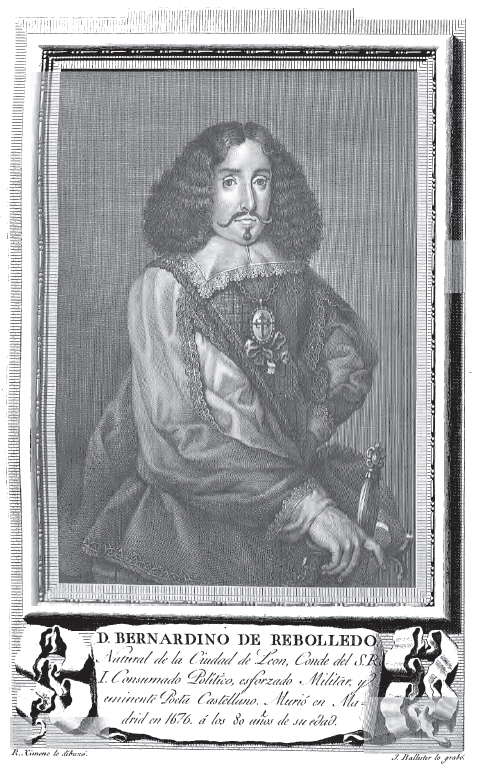
Bernardino de Rebolledo.

Bernardino de Rebolledo, född den 31 maj 1597 i León, död den 27 mars 1676 i Madrid, var en spansk greve, skald, militär och diplomat.
Rebolledo utmärkte sig i striderna i Lombardiet, Flandern och i trettioåriga kriget samt blev general. I Danmark, där han blev ambassadör 1647, fick han stort inflytande och arbetade för en allians med Österrike mot Karl X Gustav. Till Spanien återvände han 1659 och beklädde därefter höga förtroendeposter. Rebolledo, som var mångsidigt begåvad och kunskapsrik, utövade under hela sin militära och diplomatiska bana en flitig litterär verksamhet, varvid han utmärkte sig främst på epigrammets och skämtdiktens områden. Bland Rebolledos arbeten kan nämnas: Ocios poéticos (1650 och 1656), där bland annat återfinns hans teaterstycken Amar despreciando riesgos, Entremés de los maridos conformes och Proemio. Selva militar y política, en dikt om krigskonst och statskonst, och La selva danica om danska konungar, saknar all poetisk flykt. Rebolledos översättningar av åtskilliga av Davids psalmer anses metriskt goda. Rebolledos Obras poéticas utkom 1660 i 3 band och 1778 i 4 band. Hans namn är upptaget i Spanska akademiens Catálogo de autoridades de la lengua. Verk av honom finns i Rivadeneiras Biblioteca de autores españoles (band 16, 35, 42, 81 och 82). Emil Gigas skrev Grev B. de Rebolledo, spansk gesandt i Kjøbenhavn 1658-59 (1883).